# Boxcar Bertha
 Boxcar Bertha és una pel·lícula estatunidenca dirigida per Martin Scorsese, estrenada el 1972. Ha estat doblada al català.

## Argument
El pare de Bertha Thompson, apressat pel seu empresari per acabar el seu treball, mor davant seu. Des d'aquest incident, viatja en vagons de bestiar, solcant l'Amèrica de la Gran Depressió. Troba un jove sindicalista que intenta iniciar els ferroviaris en la vaga, després un jugador que porta un revòlver. Els segueix en les seves aventures.

## Repartiment
- Barbara Hershey: "Boxcar" Bertha Thompson
- David Carradine: "Big" Bill Shelly
- Barry Primus: Rake Brown
- Bernie Casey: Von Morton
- John Carradine: H. Buckram Sartoris
- Victor Argo: McIver n°1
- David Osterhout: McIver n°2
- Grahame Pratt: Emeric Pressburger
- "Chicken" Holleman: M. Powell
- Harry Northup: Harvey Hall
- Ann Morell: Tillie Parr
- Marianne Dole: Sra. Mailler
- Joe Reynolds: Joe Cox